# Teostericte
Teostericte (en llatí Theosterictus) va ser un monjo grec de Bitínia que va viure en els regnats de Miquel el Tartamut (820-829) i el seu fil Teòfil (829-842).
Va escriure una biografia del seu mestre Nicetes el Confessor, que fou publicada per Laurentius Surius. Fabricius l'inclou a la seva Bibliotheca Graeca.